# Villa del Totoral
Villa del Totoral est une ville de la province de Córdoba, en Argentine, et le chef-lieu du département de Totoral. Elle est située à 80 km au nord de la capitale provinciale Córdoba.
Villa del Totoral est connue pour avoir accueilli bon nombre de personnalités artistiques : peintres, écrivains ou poètes. Pablo Neruda a ainsi séjourné dans la ville.

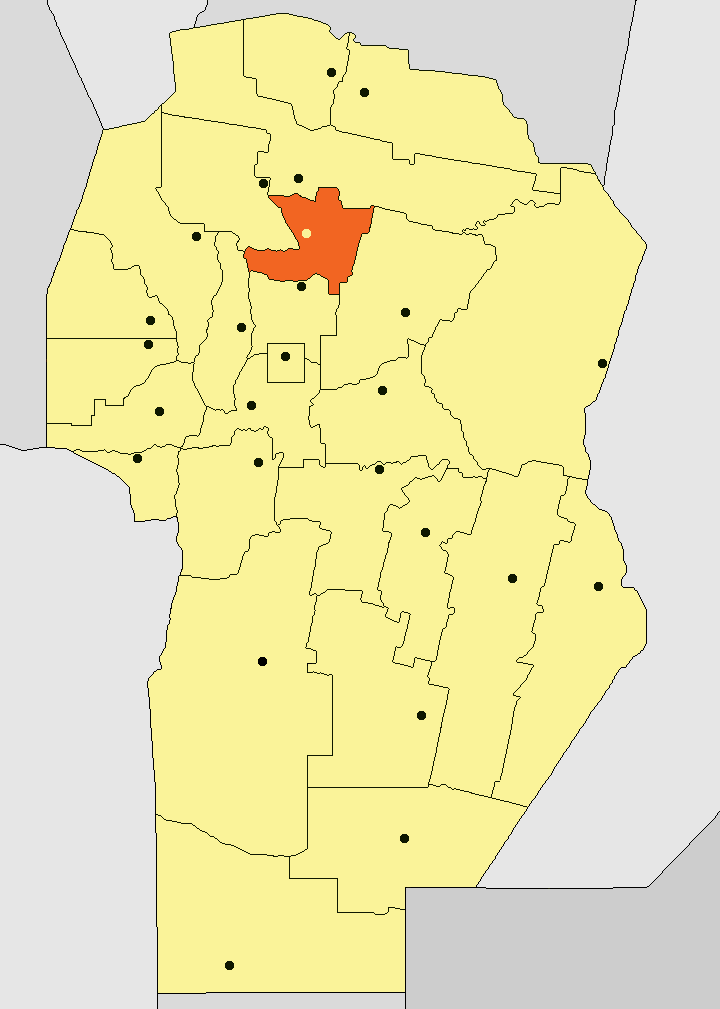
Localisation de la ville dans la province